# Hymenochaete reniformis
Hymenochaete reniformis är en svampart som först beskrevs av Elias Fries, och fick sitt nu gällande namn av Joseph-Henri Léveillé 1846. Hymenochaete reniformis ingår i släktet Hymenochaete och familjen Hymenochaetaceae.   Inga underarter finns listade i Catalogue of Life.